# Roland Zech
Roland Zech (* 1977) ist ein deutscher Hochschullehrer. Er ist Lehrstuhlinhaber des Fachbereichs Physische Geographie an der Friedrich-Schiller-Universität Jena.

## Leben und Werk
Aufgewachsen in Rosenheim studierte er im Anschluss in Bayreuth und Bloomington Geoökologie. Nach einem Marie-Curie-Fellowship an der Universität Bergen promovierte er am geographischen Institut der Universität Bern zum Thema Glacier and climate reconstruction in the Central Andes based on 10Be surface exposure dating. Seit 2017 ist er W3-Professor und Lehrstuhlinhaber für Physische Geographie an der Friedrich-Schiller-Universität Jena. Seine Forschungsschwerpunkte liegen in den Bereichen Quartäre Geschichte von Landschaften und Klimageschichte / Klimawandel, glaziale Chronologien, Löss-Paläoboden-Sequenzen, Seesedimente, kosmogene Nuklide, Biomarker- und komponentenspezifische Isotopenanalysen (2H, 18O, 13C, 14C).

## Auszeichnungen
- 2000   Stipendium der Indiana University, USA
- 2001   Forschungsstipendium der Studienstiftung des deutschen Volkes, e.V.
- 2003   Marie-Curie-Stipendium der Universität Bergen
- 2008   SNSF-Postdoc-Forschungsstipendium
- 2010   Preis für eine mündliche Präsentation, Arbeitsgemeinschaft Stabile Isotope e.V Köln
- 2011   Preis für eine mündliche Präsentation, Internationale Konferenz für Paläopedologie, Hohenheim
- 2011   Preis für eine mündliche Präsentation, AK Geomorphologie, Leipzig
- 2011   SNSF-Ambizione-Stipendium
- 2014   SNSF-Professur

## Ausgewählte Publikationen
- R. Zech, U. Abramowski, B. Glaser, P. Sosin, P. W. Kubik, W. Zech: Late Quaternary glacial and climate history of the Pamir Mountains derived from cosmogenic 10Be exposure ages. In: Quaternary Research. Band 64, Nr. 2, 2005, S. 212–220.
- U. Abramowski, A. Bergau, D. Seebach, R. Zech, B. Glaser, P. Sosin, P. W. Kubik, W. Zech: Late Pleistocene palaeoglaciations of Central Asia: a new chronology based on 10Be surface exposure ages of erratic boulders from the Pamir (Tajikistan), Alay and Turkestan Ranges (Kyrgyzstan). In: Quaternary Science Reviews. Band 25, 2006, S. 1080–1096.
- Zech, M., Zech, R., Glaser, B.: A 240,000-year stable carbon and nitrogen isotope record from a loess-like palaeosol sequence in the Tumara Valley, Northeast Siberia. In: Chemical Geology. Band 242, 2007, S. 307–318.
- M. Zech, R. Zech, K. Rozanski, G. Gleixner, W. Zech: Do n-alkane biomarkers in soils/sediments reflect the δ2H isotopic composition of precipitation? A case study from Mt. Kilimanjaro and implications for paleoaltimetry and paleoclimate research. In: Isotopes in Environmental & Health Studies. 2015. doi:10.1080/10256016.2015.1058790.
- R. Zech: Zurück in die Eiszeit – Klima und Kohlenstoffspeicherung in Sibirien. In: Geopanorama. 1/2016, S. 13–17.
- M. Zech, S. Kreutzer, R. Zech, T. Goslar, S. Meszner, C. McIntyre, C. Häggi, T. Eglinton, D. Faust, M. Fuchs: Comparative 14C and OSL dating of loess-paleosol sequences to evaluate post-depositional contamination of n-alkane biomarkers. In: Quaternary Research. Band 87, 2017, S. 180–189.